# Ophiorrhiza salicifolia
Ophiorrhiza salicifolia är en måreväxtart som beskrevs av Hsien Shui Lo. Ophiorrhiza salicifolia ingår i släktet Ophiorrhiza och familjen måreväxter. Inga underarter finns listade i Catalogue of Life.